# У них все добре (фільм, 1990)
«У них все добре» (італ. Stanno tutti bene, фр. Ils vont tous bien !) — італійська психологічна драма 1990 року режисера Джузеппе Торнаторе.

## Сюжет
Вдівець, пенсіонер, сицилієць, палкий любитель опери Матео Скуро (Марчелло Мастроянні) ціле літо чекав на п'ятеро своїх дітей з їх сім'ями, але вони не приїхали. Молодим завжди бракує часу. І тоді, щоб зробити їм сюрприз, він вирушає в подорож сам. Дорога не близька — Неаполь, Рим, Флоренція, Мілан та Турин. Однак діти приготували йому свої «сюрпризи», адже у них все добре …

## Ролі виконують
- Марчелло Мастроянні — Матео Скуро
- Мішель Морган — Літня жінка у поїзді Рим-Мілан
- Енніо Морріконе — провідник
- Жак Перрен — дорослий Альваро (з'являється тільки на фотографії)

## Нагороди
- 1990 Премія Каннського кінофестивалю:
  - приз екуменічного журі — Джузеппе Торнаторе
- 1991 Премія Давид ді Донателло:
  - за найкращу музику[en] — Енніо Морріконе
- 1991 Премія «Срібна стрічка» Італійського національного синдикату кіножурналістів:
  - за найкращу сценографію[it] — Джузеппе Торнаторе

## Навколо фільму
У 2009 році британський режисер Кірк Джонс зробив римейк фільму з тією ж назвою «У них все добре». Головну роль батька, яку в 1990 році зіграв Марчелло Мастроянні, у римейку грає Роберт де Ніро.